# Kontrola Państwowa (czasopismo)
Kontrola Państwowa (czasopismo) – dwumiesięcznik naukowy, poświęcony kontroli państwowej.
Czasopismo punktowane, wydawane od 1956 roku, przez Najwyższą Izbę Kontroli.
Podzielone na kilka stałych działów takich jak: Kontrola i audyt, Ustalenia Kontroli NIK, Państwo i społeczeństwo.
Redakcja:
- Marzena Repetowska-Nyc (redaktor naczelny), Barbara Odolińska, Joanna Kulicka, Jacek Matwiejczyk, Wiesław Karliński.

Rada redakcyjna:
- Zbigniew Cieślak, Jacek Jagielski, Adam Lipowski, Teresa Liszcz, Jacek Mazur, Wojciech Misiąg, Małgorzata Niezgódka-Medek, Andrzej Panasiuk, Marzena Repetowska-Nyc, Czesława Rudzka-Lorentz, Janusz Witkowski, Zbigniew Wrona, Marek Zająkała.